# ريتشارد مايلز
ريتشارد مايلز (بالإنجليزية: Richard Miles)‏ هو مؤرخ بريطاني، ولد في 2 يناير 1969 في Pembury ‏ في المملكة المتحدة.